# Erminio Sinni
Erminio Sinni (Grosseto, 5 febbraio 1961) è un cantautore italiano.

## Biografia
Originario di Bagno di Gavorrano, a 12 anni inizia, presso l'Istituto Superiore di Studi Musicali Pietro Mascagni di Livorno, lo studio del pianoforte e all'età di diciotto anni si trasferisce a Roma suonando e cantando nei migliori locali della capitale. In questo periodo collabora con Paola Turci, e nel 1989 partecipa al Festival di Sanremo come autore della canzone di Stefania La Fauci Tutti i cuori sensibili, cui fanno seguito tre LP scritti interamente da Sinni. Nel 1990 partecipa al Nuovo Cantagiro piazzandosi in quarta posizione e nel 1991 ha il compito di cantare e suonare alla festa in onore di Frank Sinatra presso l'ambasciata americana di Roma.
Nel 1992 conosce Riccardo Cocciante con cui inizia un rapporto di collaborazione. Nel 1993, prodotto da Cocciante, partecipa al Festival di Sanremo piazzandosi al quinto posto nella sezione "Novità" con la canzone L'amore vero e aggiudicandosi anche il Premio Volare come migliore musica della manifestazione ed il Premio S.I.L.B. come miglior testo. Nello stesso anno esce il CD di Riccardo Cocciante dove la canzone di punta è Resta con me pezzo scritto da Sinni e Massimo Bizzarri. Nel 1996 riceve il riconoscimento come miglior cantautore al Premio Mia Martini.
Nel 1998 la canzone L'amore vero diventa colonna sonora per la telenovela Por amor a vos trasmessa in America Latina da Rete Globo e vende 832 000 copie. Il nuovo disco di Erminio Sinni 11.167 km, prende il nome dalla distanza che intercorre tra Fiumicino e Buenos Aires dove il cantautore Erminio Sinni ha registrato il suo nuovo disco tra gennaio e maggio del 2006. La storia di questo lavoro di Erminio Sinni ha come sfondo musicale la cultura del Sud America e in particolar modo dell'Argentina.
Il 20 dicembre 2020 vince il talent show The Voice Senior nella squadra di Loredana Bertè.

## Discografia

### Album in studio
- Ossigeno (1993)
- 11.167 km (2006)
- ES (2012)

### Album dal vivo
- Dalla nave al cielo (2017)